# شارون (جورجیا)
شارون، جورجیا (به انگلیسی: Sharon, Georgia) یک شهر در ایالات متحده آمریکا با جمعیت ۱۰۵ نفر است که در جورجیا واقع شده‌است.

## موقعیت جغرافیایی
موقعیت جغرافیایی شهرها و مناطق اطراف به شرح زیر است: